# Sotto il segno dei pesci/Sara
Sotto il segno dei pesci/Sara è un singolo del cantautore italiano Antonello Venditti, pubblicato in formato 45 giri nel 1978.

## Descrizione
Entrambe le canzoni sono tratte dall'album Sotto il segno dei pesci, pubblicato nel 1978; la copertina riprende, in scala minore, quella dell'LP, opera di Mario Convertino, con i due pesci blu ed arancione.
Il 45 giri ebbe un grande successo, arrivando al primo posto dei 45 giri più venduti.

### Sotto il segno dei pesci
Canzone fra le più note del cantautore romano, è un inno generazionale che tenta di fare un bilancio sulla vita dei coetanei del cantautore, che avevano vissuto il '68 e gli anni dell'impegno e che si stavano preparando ad affrontare gli anni del riflusso, e suggerisce a posteriori anche lo stato mentale nel quale i suoi amici e lui stesso possono essersi calati dopo un'epoca illusoria e idealista; il brano nasce, inoltre, anche come risposta alle accuse rivoltegli da parte di un certo tipo di pubblico politicizzato di essersi "venduto al mercato".
Il titolo fa riferimento al segno zodiacale del cantautore (nato l'8 marzo 1949, appunto "sotto il segno dei pesci"),
Come ha ricordato lo stesso Venditti, le persone citate sono suoi amici:
 è Marina Calamita, che aveva dovuto lasciare Roma per lavorare
 fa riferimento a Giovanni Battista Ubaldi, laureato in ingegneria ed impegnato in una delle prime radio libere italiane (Puntoradio dove lavorava con Vasco Rossi).
Dieci anni dopo il cantautore riprenderà i primi versi della canzone riportandoli nel brano Il compleanno di Cristina, contenuto nell'album In questo mondo di ladri.

### Sara
Ritratto femminile adolescenziale, argomento già trattato molte volte dal cantautore romano (canzoni come Marta o Giulia, tanto per fare alcuni esempi), la canzone descrive una ragazza in dolce attesa, ma quasi passiva di fronte al suo ragazzo che, apparentemente pieno di premure per il suo stato, in realtà nasconde un comportamento quasi cinico: 
 il bimbo atteso dalla ragazza è «Il tuo bambino» e non il nostro
Nell'arrangiamento vivace ed orecchiabile, si fa notare il finale strumentale con il violino di Carlo Siliotto in evidenza.
Durante una trasmissione televisiva negli anni '90 venne rivelato da Simona Izzo che per scrivere la canzone Venditti si era ispirato alla vera storia di una compagna di classe dell'attrice del liceo Mamiani.

## Musicisti
- Antonello Venditti: voce, pianoforte
- Andrea Carpi: chitarra acustica
- Pablo Romero: tiple, quena, chitarra acustica
- Claudio Simonetti: mellotron
- Carlo Siliotto: violino

Gli Stradaperta
- Renato Bartolini: chitarra folk e a 12 corde, mandolino, chitarra acustica
- Rodolfo Lamorgese: chitarra a 12 corde, percussioni, armonica a bocca
- Claudio Prosperini: Chitarra elettrica
- Marco Vannozzi: basso elettrico, contrabbasso
- Marco Valentini: sax tenore e soprano
- Marcello Vento: batteria, percussioni

## Tracce
Lato A
- Sotto il segno dei pesci - 6:03

Lato B
- Sara - 4:30